# Cavendishia amplexa
Cavendishia amplexa är en ljungväxtart som beskrevs av J.L. Luteyn. Cavendishia amplexa ingår i släktet Cavendishia och familjen ljungväxter. Inga underarter finns listade i Catalogue of Life.